# Гидросульфид кальция
Гидросульфид кальция (бисульфид кальция, кислый сульфид кальция) — кислая соль кальция и сероводорода с формулой Сa(HS)2. Образует кристаллогидрат.

## Получение
- При длительном пропускании сероводорода через суспензию сульфида кальция:

{\displaystyle {\mathsf {CaS+H_{2}S\ {\xrightarrow {\ }}\ Ca(HS)_{2}}}}

## Физические свойства
Гидросульфид кальция существует только в растворе.
При охлаждении раствора выпадают бесцветные кристаллы Сa(HS)2•6H2О, которые начинают разлагаться при 20°С.

## Химические свойства
- Водные растворы бисульфид кальция неустойчивы и постепенно теряют сероводород:

{\displaystyle {\mathsf {Ca(HS)_{2}+2\ H_{2}O\ \rightleftarrows \ Ca(OH)_{2}+2\ H_{2}S}}}
- Наличие углекислоты ускоряет разложение раствора:

{\displaystyle {\mathsf {Ca(HS)_{2}+CO_{2}+H_{2}O\ \rightleftarrows \ CaCO_{3}+2\ H_{2}S}}}
- Кислород воздуха медленно окисляет бисульфид кальция с образованием разных продуктов:

{\displaystyle {\mathsf {Ca(HS)_{2}\ {\xrightarrow[{\ }]{O_{2}}}\ {\begin{matrix}{\mathsf {CaS}}\\{\mathsf {CaSO_{4}}}\\{\mathsf {Ca_{2}S_{2}O_{3}}}\end{matrix}}}}}

## Применение
Применяют в кожевенной промышленности для удаления волосяного покрова со шкур, в смеси с глицерином — в медицинских целях.